# На высотах
«На высотах» или «На холмах» (англ. In the Heights) — мюзикл американского автора и композитора Лин-Мануэля Миранды по либретто Кьяры Алегрии Худес, рассказывающий о жизни нью-йоркского района Вашингтонские высоты (Вашингтонские холмы). Мюзикл является лауреатом множества театральных и музыкальных премий, в том числе «Тони» и «Грэмми».

## Постановки

### Работа над постановкой
Лин-Мануэль Миранда написал черновую версию мюзикла, учась на втором курсе Уэслианского университета. Во время работы он включил в него хип-хоп номера и ритмы сальсы, которые передавали характер персонажей. Его мюзикл принимают к постановке в студенческом театре, где он побил кассовый рекорд за год. После выпуска из университета Миранда вместе с однокурсниками Джоном Баффало Мэйлером и режиссёром Томасом Кайлом начинают перерабатывать материал. До первой постановки было написано как минимум 5 пробных вариантов сценария. В 2004 году к проекту присоединилась Кьяра Алегрия Худес.

### Бродвей
В феврале 2007 года (после пробных показов в 2005 году в Коннектикуте) «На Высотах» стартовал во внебродвейском театре 37 Arts, где шёл до июля. Постановка получила в основном положительные отзывы, была номинирована на 9 премий Драма Деск, из которых выиграла две, а также премию Obie.
В феврале 2008 года (с официальной премьерой 9 марта) в театре Ричарда Роджерса началось бродвейское шествие мюзикла.. Режиссёром выступил Томас Кайл, который провел мюзикл через все пробные показы. В январе 2009 года продюсеры объявили, что постановка окупила свои затраты в 10 млн долл. США.
Аудио-запись основного состава была выпущена в июне 2009 года. Альбом выиграл на 51-й церемонии вручения «Грэмми» в номинации «Лучший альбом музыкального театра»..
В 2008 году мюзикл был номинирован на 13 премий Тони и выиграл 4 из них, включая «Лучший мюзикл» и «Лучший сценарий». В 2009 году спектакль попал в шорт-лист Пулитцеровской премии за лучшую драму, однако проиграл.
Бродвейская постановка закрылась 9 января 2011 года после более чем 1200 представлений.

## Персонажи и исполнители главных ролей
| В ролях             | Персонаж          | Описание |
| ------------------- | ----------------- | --- |
| Лин-Мануэль Миранда | Уснави де ла Вега | Рассказчик, иммигрант из Доминиканской Республики, владеет небольшим магазинчиком на Вашингтонских высотах, который является своеобразной точкой притяжения жителей района. Он мечтает накопить достаточно денег, чтобы вернуться на родину. Родители дали ему имя в честь одной из первых надписей на английском языке, которую они увидели «U.S. Navy» (рус. Флот США). |
| Мэнди Гонсалес      | Нина Розарио      | Студентка Стенфордского университета, первая из своей семьи и из Вашингтонских высот, кто поступил в столь престижный колледж. |
| Кристофер Джексон   | Бенни             | Сотрудник службы такси, работает в диспетчерской. Он мечтает создать собственный бизнес. |
| Карен Оливо         | Ванесса           | Работает в местном салоне красоты и мечтает снять квартиру в центре Нью-Йорка. |
| Ольга Мередиз       | «Бабушка» Клаудия | Пожилая жительница Вашингтонских высот, заменила многим обитателям, особенно Уснави, родных. Эмигрировала из Гаваны в 1940-х годах. |
| Робин да Хесус      | Санни де ла Вега  | Двоюродный брат Уснави, помогает ему вести дела в магазине. |
| Андреа Бёрнс        | Даниэла           | Владелица салона красоты, любительница сплетен и драматических событий в жизни района. |
| Джанет Дакаль       | Карла             | Работает в салоне Даниэлы, не блещет интеллектуальными способностями. |
| Карлос Гомес        | Кевин Розарио     | Отец Нины, хозяин службы такси, в которой работает Бенни. |
| Присцилла Лопез     | Камилла Розарио   | Супруга Кевина, мать Нины. |
| Элисео Роман        | Продавец пирагуа  | Пирагуа — распространённый в Латинской Америке десерт из дробленого льда, политого сиропом. |
| Сет Стюарт          | Графити Пит       | Уличный художник. |

## Сюжет
Над Вашингтонскими высотами встает солнце, и хозяин маленького магазинчика Уснави выходит на работу. Он продает всякую мелочевку и разливает утренний кофе жителям преимущественно иммигрантского латиноамериканского района на севере острова Манхэттен. Среди его постоянных клиентов Кевин и Камилла Розарио, владельцы маленькой службы такси. Их дочь Нина только что вернулась после первого года обучения в Стенфорде, но денег на обучение не хватает, и девушка не знает, как рассказать родителям, что ей придется оставить колледж. Приятель Уснави Бенни работает на Кевина Розарио и мечтает открыть собственный бизнес, однако Кевин не допускает его к организационной работе. У него и Нины начинается роман, от чего Кевин и Камилла не в восторге.
Сам Уснави давно неровно дышит к Ванессе, мастеру салона красоты по соседству, где Даниэла и Карла перемывают косточки всем жителям района. Ванесса мечтает уехать из Вашингтонских высот, она даже нашла квартиру в центре, только денег все равно не хватает. Ей также нравится Уснави, но он слишком робок, чтобы ухаживать за девушкой, и она его провоцирует на приступ ревности.
В газетах появляется сообщение, что в магазинчике Уснави был продан выигрышный лотерейный билет на сумму 96 тысяч долларов. Жители района мечтают, что можно сделать на эти деньги и гадают, кто же счастливчик. Им оказывается «бабушка всея района» Клаудия, которая давно мечтает вернуться в Гавану, но у неё никогда не было на это денег. Теперь они есть, и треть из её выигрыша она предлагает Уснави, чтобы он также осуществил свою мечту о возвращении в Доминиканскую Республику.
В городе стоит чрезвычайно жаркая погода, и в определённый момент не выдерживает электричество — Вашингтонские высоты вместе с остальным Нью-Йорком погружаются во мрак прямо в День независимости.

## Экранизация
В ноябре 2008 года студия Universal Pictures объявила, что она получила права на экранизацию мюзикла с предварительной датой релиза в 2011 году. Режиссёром на проект был определён Кенни Ортега, сценарий должна была написать Кьяра Алегрия Худес. Однако Universal отказалась от планируемого фильма, проект был отменен.
В мае 2018 года было объявлено, что распространением фильма будет заниматься The Weinstein Company В качестве режиссёра за проектом был закреплен Джон Чу. В сентябре 2016 года Лин-Мануэль Миранда допустил возможность своего участия в фильме, но не в роли Уснави.
После скандала с обвинением Харви Вайнштейна в неподобающем поведении Худес начала вести переговоры по расторжению контракта с продюсерской компанией. В апреле 2018 года права на фильм вернулись к Миранде и Худес. В мае 2018 года их за 50 млн долл. США выкупили Warner Bros. Pictures, обойдя в процессе борьбы несколько других компаний. Предварительно релиз фильм назначен на 26 июня 2020 года, но в связи пандемией Covid-19 был перенесел на июнь 2021 года.
Главную мужскую роль исполнил Энтони Рамос, до этого игравший Уснави в 2018 году в Центре искусств им. Джона Кеннеди в Вашингтоне. Помимо Рамоса свое участие в фильме подтвердили Кори Хокинс (Бенни), Джимми Смитс (Кевин Розарио), Стефани Беатрис (Карла), Ольга Мередиз (Бабушка Клаудия), Дафна Рубин-Вега (Даниэла), Дэша Поланко (Кука).